# Кошачьи Армении

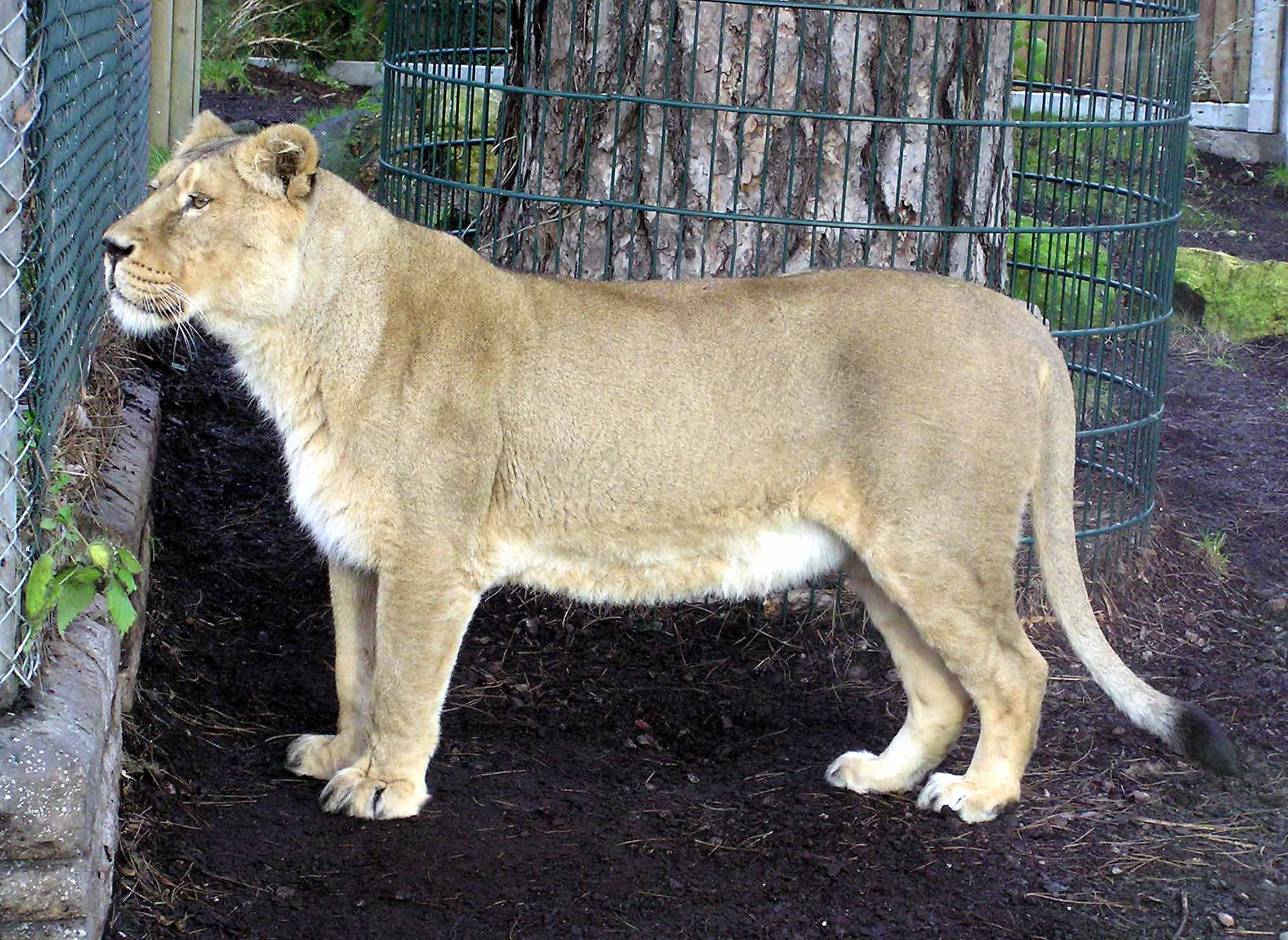
Азиатский лев, раннее проживавший на территории Армении

В древние времена на территории современной Армении располагался ареал сразу нескольких видов больших кошек.
На сегодняшний день в Армении обитает 1 вид большой кошки — переднеазиатский леопард (Panthera pardus ciscaucasica) и 5 видов мелких кошек — кавказская рысь (Lynx lynx caucasicus), камышовый кот (подвид хаус (Felis chaus chaus)), дикий кот (Felis silvestris), манул (Otocolobus manul) и степной кот (Felis silvestris lybica).

## Общая информация
Львы и гепарды на территории Армении были истреблены давно, тигры здесь обитали ещё в начале XX века, леопарды проживают в данный момент на территории Армении, однако их численность составляет приблизительно 5-7 особей.
Гепарды и львы, обитавшие в Армении относились к азиатскому подвиду (Acinonyx jubatus venaticus — азиатский гепард, Panthera leo persica — азиатский лев). Тигры, раннее распространённые на территории Армении относились к туранскому подвиду (Panthera tigris virgata — туранский тигр), который на сегодняшний день считается вымершим. Леопарды в данный момент проживают в Армении, они относятся к переднеазиатскому подвиду — Panthera pardus saxicolor. Он является одним из крупнейших подвидов леопарда.

## Леопарды

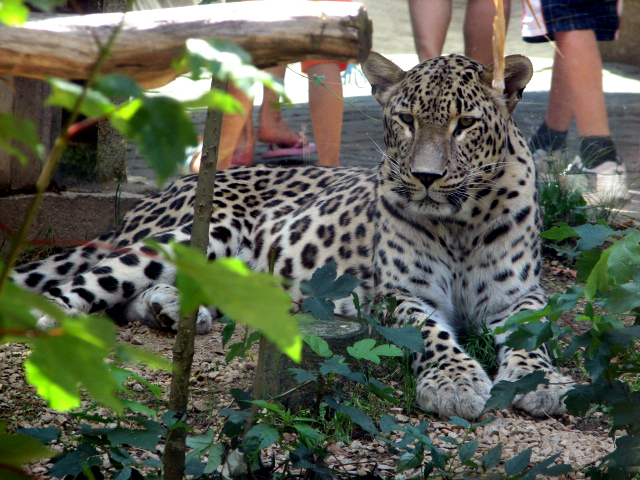
Переднеазиатский леопард

Современный ареал леопарда Армении занимает территорию около 2856,8 км² и охватывает её южную и юго-западную области (Вайоц Дзор, Арарат, Сюник). Переднеазиатский леопард до начала 1970 годов обитал не только в перечисленных местах, но и в северо-восточной части Армении, к северу от озера Севан, однако вдальнейшем их популяция там исчезла. В 1972 году переднеазиатский леопард получил статус охраняемого в Армении вида и в 1987 году был внесён в Красную книгу Армении, в которой занял статус «исчезающего».
Ареал хищника расположен близ Гегамского, Айоцдзорского, Зангезурского, Баргушатского и Мегринского хребтов. Основными факторами, оказывающими угрозу для существования леопарда в Армении являются: чрезмерный выпаса скота, что несёт за собой разрушение биотопов, также браконьерство, пожары и деятельность человека.